# Конвой № 3912
Конвой № 3912 — японський конвой часів Другої світової війни, проведення якого відбувалось у вересні 1943-го.
Пунктом призначення конвою був атол Трук у центральній частині Каролінських островів, де ще до війни створили потужну базу японського ВМФ, з якої до лютого 1944-го провадились операції в низці архіпелагів. Вихідним пунктом став розташований у Токійській затоці порт Йокосука (саме звідси традиційно вирушала більшість конвоїв на Трук).
До складу увійшли щонайменше гідроавіаносець «Кунікава-Мару» (з березня 1943-го курсував між Японією та Океанією як авіатранспорт) та допоміжні мисливці за підводними човнами CHa-29 та CHa-30, що прямували до нових місць служби в Океанії.
Загін вийшов із порту 13 вересня 1943-го, далі побував на Тітідзімі (острови Огасавара), звідки 17 вересня рушив до Сайпану (головна японська база в Маріанському архіпелазі), а 23 вересня полишив Сайпан.
Хоча маршрут конвою пролягав через кілька традиційних районів патрулювання американських підводних човнів, проте в підсумку проходження відбулось успішно і він без втрат досягнув Труку, при цьому відомо, що вже 28 вересня «Кунікава-Мару» рушив далі на південь до Рабаула.